# المحرم (الطويلة)

تعديل مصدري - تعديل

المحرم هي إحدى قرى عزلة لاعة بمديرية الطويلة التابعة لمحافظة المحويت، بلغ تعداد سكانها 51 نسمة حسب تعداد اليمن لعام 2004.